# الفهرس العربي الموحد
الفهرس العربي الموحد  هو مشروع غير ربحي يهدف لإيجاد بيئة تعاونية للمكتبات العربية، وخاصة في مجال فهرسة الكتب والمصادر العربية.وذلك من أجل تخفيض تكلفة فهرسة أوعية المعلومات العربية من خلال عملية الفهرسة المتقاسمة التي تتطلب توحيد ممارسات الفهرسة داخل المكتبات العربية واعتماد المعايير الدولية في الوصف الببليوجرافي وهذا ما سيحقق تطور مستوى المعالجة الببليوجرافية داخل المكتبات العربية والذي سينعكس إيجابيا على انتشار الكتاب العربي والتعريف بالثقافة العربية الإسلامية من خلال تسجيلات عالية الجودة تتاح للمكتبات داخل وخارج الوطن العربي والتي ستمكن المستفيد من الوصول لوعاء المعلومات العربي المحدد بكل يسر.
دُشِّنَ المشروع في تشرين الثاني (نوفمبر) 2006 م من قبل مكتبة الملك عبد العزيز، ويضم المشروع أكثر من 500 مكتبة ومركز معلومات يتبعها أكثر من 5000 مكتبة في العالم العربي. وقد ضُمِّن الفهرس العربي الموحد مع «الفهرس العالمي» بطريقة مختصرة مع روابط للتسجيلات الكاملة في قاعدة الفهرس العربي.
انعقد الاجتماع الأول لمجلس الفهرس العربي الموحد في 22 تشرين الأول (أكتوبر) 2008 م وأعلن عن إجراء اتصالات لضم مكتبة الكونغرس الأمريكية والمكتبة البريطانية للفهرس العربي لأنهما تضمان كتباً عربية.

## انطلاق خدمة الفهرس
انطلقت خدمة الفهرس في بداية شهر نيسان سنة 2007 م كان يحتوي على قرابة 300000 تسجيلة ببليوغرافية عالية الجودة وقد بلغ هذا العدد أكثر من 800000 تسجيلة بنهاية 2008 م ووصل إلى أكثر من مليوني تسجيلة بنهاية العام 2015 م. وقد كانت قاعدة البيانات تقتصر في البداية على الكتب فقط ثم شملت كل أوعية المعلومات المكتوبة باللغة العربية من (دوريات، مخطوطات، مواد سمعية بصرية، خرائط، توليفات، أطروحات... إلخ).

## مبادرة إنشاء الفهرس العربي الموحد
لما كان تنفيذ هذا المشروع من الأولوية بمكان لأهميته القصوى، وللتأخر الكبير في تنفيذه ضمن إطار العمل التعاوني بين المكتبات العربية رغم القناعات الراسخة بأهميته والمناشدات المتكررة بضرورة تنفيذه. بادرت مكتبة الملك عبد العزيز العامة إلى هذا الدور، وهي المكتبة الرائدة في العمل التعاوني والمبادرة دائماً إلى القيام بالأعمال التي من شأنها حفظ ونشر التراث الفكري العربي مدعومة بما يتوفر لها من دعم معنوي ومادي كبير من قبل مؤسسها خادم الحرمين الشريفين الملك عبد الله بن عبد العزيز والرئيس الأعلى لمجلس إدارة مكتبة الملك عبد العزيز العامة لتضيف بذلك إسهاماً مهما إلى ما تقوم به من خدمات جليلة في عالم الفكر والثقافة.

## التشغيل والتطوير
لضمان فعالية تنفيذ المشروع وحرفية خدماته ولضمان المرونة في تنفيذ المشروع والسرعة في إنجاز وتقليل تكاليفه، فقد أُسْنِد تطويره وتنفيذه وتشغيله إلى شركة نسيج وهي الشركة العربية الرائدة المتخصصة في مجال المكتبات والمعلومات والتي قامت بميكنة أكثر من 300 مكتبة من المكتبات العربية الكبيرة. وتمتلك شركة نسيج خبرات فنية كبيرة في مجال ميكنة المكتبات والتعامل مع سجلات الفهرسة العربية وتحويلها إلى الصيغ المعيارية Standard Format . كما تملك خبرات متميزة في خدمات التسويق والدعم للمكتبات العربية وعلاقات متميزة مع عدد كبير من المكتبات العربية. كذلك شاركت نسيج منذ فترة طويلة في ورش العمل والندوات التي ناقشت تطوير المعايير العربية الموحدة ولديها حماس كبير لتنفيذ هذا المشروع إيماناً منها بأهميته الكبيرة

## جودة التسجيلات[4]
تعتبر تسجيلات الفهرس العربي الموحد ذات جودة عالية حيث أنها مطابقة للمواصفات الدولية من ناحية معايير المعالجة الآلية وتبادل المعلومات الببليوغرافية ونخص بالذكر المعايير التالية:
- تطبيق معيار مارك 21 للفهرسة الآلية في أحدث طبعاته من ناحية الحقول والمؤشرات والحقول الفرعية بالنسبة للحقول المتغيرة كما وجهت عناية خاصة للحقول الثابتة الطول لما لها من أهمية كبرى في المعالجة الآلية التسجيلات كإنشاء كشافات والقيام بعملية الفرز إلخ... والتي كثيراً ما تُغْفَلْ من طرف المفهرسين.
- تطبيق قواعد الفهرسة الأنجلو أمريكية في أحدث طبعاتها بالنسبة للفهرسة الوصفية وصياغة المداخل والمسافات الطباعية وعلامات الترقيم.
- تطبيق تقنينات الفهرس العربي الموحد بالنسبة للمداخل الاستنادية وخصوصيات الكتاب العرب كالتاريخ الهجري و... أُنْشِئَت هذه التقنينات اعتمادا على التجارب العالمية مثل تجربة مكتبة الكونغرس والتجارب العربية في مجال الفهرسة الوصفية والموضوعية مع مراعاة خصائص الكتاب العربي واللغة العربية.

## المعايير والتقنينات
عند إنشاء قاعدة بيانات الفهرس العربي الموحد اُعْتُمِدَت أفضل المعايير الدولية وأعرق التجارب العالمية بالنسبة للوصف الببليوجرافي وصياغة المداخل الاستنادية مع مراعاة خصوصية الكتاب العربي والثقافة العربية الإسلامية والتي تتمثل في:
- اعتماد وتعريب كل صيغ التركيبة المعيارية لصيغة مارك 21 (الببليوجرافية، الاستنادية، بيانات التصنيف ديوي، بيانات الاقتناءات).
- اعتماد تحديث قواعد الفهرسة الأنجلو أمريكية للطبعة الثانية والمراجعة لعام 2002 وتحديثات   2009
- اعتماد خطة تصنيف ديوي العشري، الطبعة الحادية والعشرين في انتظار إضافة خطط أخرى للتصنيف.
- تطوير مجموعة من قواعد الفهرسة من خلال تفسير القواعد العامة لقواعد الفهرسة الأنجلو-أمريكية كممارسات تتناسب والكتاب العربي.
- وضع مجموعة من القواعد المعيارية لإنشاء الملفات الاستنادية للموضوعات، وأسماء الهيئات، وأسماء الأشخاص، والعناوين الموحدة والسلاسل، مبنية على القواعد والتقنينات الدولية وخاصة القواعد الإنجلو أمريكية وممارسات مكتبة

## وصلات خارجية
- الموقع الرسمي